# إيمي جاي سانت إيفلين
إيمي جاي سانت إيفلين (بالإنجليزية: Amy J. St. Eve)‏ هي قاضية ومحامية أمريكية، ولدت في 20 نوفمبر 1965 في بلفيل في الولايات المتحدة.